# Jyrki Heliskoski
Jyrki Heliskoski (né le 28 septembre 1945 et mort le 28 décembre 2020,) est un entraîneur finlandais de football. 

## Biographie
Il est entraîneur du HJK Helsinki avant d'être sélectionneur de l'équipe de Finlande. Après cette période, il devient entraîneur adjoint de l'équipe. 
Il se met ensuite à entraîner la sélection des moins de 19 ans. 
Lorsqu'il est en poste avec l'équipe nationale, il l'entraîne pendant 6 matchs, soit 2 victoires, 2 défaites et 2 matchs nuls. Lorsqu'il entraîne le HJK Helsinki, il l'entraîne lors de 6 matchs en Ligue des champions de l'UEFA, 4 en Coupe des vainqueurs de Coupes et 8 en Coupe UEFA.